# Crack (kokain)
Crack eller crack-kokain er kokain, der er forarbejdet, så det kan ryges.
I det verdensanerkendte medicinske tidsskrift The Lancet fremsatte David Nutt (en) et al i 2007 et system til vurdering af misbrugsstoffers skadevirkning, ikke overraskende er kokain at finde i toppen af listen kun overgået af heroin.
Kokain hydroklorid er den mest udbredte og kendte af kokainens tilstandsformer, og misbruges af en bred demografi. Den mest almindelig indtagelsesform er optagelse gennem næseslimhinderne ved snifning. En dansk undersøgelse foretaget i efteråret og vinteren 2008-2009 blandt unge danske natklubgæster (n = 1489) fastslår at sandsynligheden er 48% for, at en arbejdende mand på 25 år som har indtaget otte genstande alkohol, har erfaring med kokain. (Gennemsnitlig indtagelse af alkohol per person på danske natklubber var otte genstande på tidspunktet for undersøgelsen.)
Sandsynligheden for at have erfaring med kokain stiger til 57% for en arbejdende mand på 20 år, som har indtaget 14 genstande alkohol.
Kokain hydroklorid kan ikke benyttes til rygning, da stoffet ved opvarmningen spaltes til inaktive pyrolyseprodukter.
Stofbrugere fremstiller derfor selv crack via Freebasing (en), hvor kokainhydroklorid vaskes med en vandig basisk opløsning f.eks. natriumbikarbonat og udskilles som fri kokain base. Processen er velkendt i rusmiddelmiljøet hvor detaljeret information og vejledning på videoer deles mellem brugerne på internettet. 
Crack ryges som oftest i selvfremstillede glaspiber. Center for opsøgende Indsats og  Brugerforeningen for aktive stofbrugere gennemførte fra 2009 forsøg med udvikling og uddeling af crack-rygesæt.
Hastigheden hvorved kokain optages og kan detekteres i blodet, varierer som forventet med indtagelsesmåden. Ved rygning ses høje plasmakoncentrationer næsten momentant. 
Wallace beskriver det i 1991 som; ”…even an intravenous user of cocaine would be impressed with the much more rapid and intense effects from the smoking route, using crack.”
I artiklen ”Drug users’ perceptions of ‘controlled’ and ‘uncontrolled’ Use” beskriver Tom Decorte det som følgende:
Fourteen (13.7% of the 102 who replied to this question) believed that uncontrolled users are unable to stop using (the binge pattern).
It is of interest that many refer to
this binge pattern when talking about freebasing:
They all base too, and when it’s gone, they start looking for lumps on the carpet, anything. Or they see white lumps everywhere…..

## Risici og konsekvenser
Der er i litteraturen enighed om at rygning af crack fører til en stærk marginalisering af brugeren og øger en lang række sundhedsmæssige
og sociale risikofaktorer. Se nedenstående liste:
- Højere frekvens for stofbrug (herunder Binging (en))
- Risiko for involvering i prostitution
- Højere risiko for afhængighed
- Forværret sundhedstilstand (risiko for hjertesygdomme)
- Risiko for skift til kokain injektion og injektion af andre misbrugsstoffer
- Akutte respirationsproblemer (øget risiko for lungesygdomme)
- Forhøjet risiko for flerstof-misbrug og afhængighed
- Højere selvmordsrate
- Forøget risiko for at droppe behandlingstilbud
- Højere dødelighed
- Højere prævalens for rygning hos visse etniske minoriteter (observeres f.eks. i USA)
- Udvikling af psykiske sygdomme (herunder paranoia) Øget risiko for involvering i kriminalitet
- Risiko for seksualoverførte sygdomme og infektioner, herunder HIV og hepatitis C
- Højere økonomisk belastning til indkøb af stoffer [kilde mangler]

## Crackepidemi
Fænomenet omkring rygning af crack startede i USA og udbredelsen blev her betegnet som nærmest epidemisk. Året 1984 er udpeget som året for påbegyndelsen af den Amerikanske Crackepidemi (en). I dag er lande som Brasilien, USA, England og Spanien hårdt ramte af kokain og crack-misbrug.

### Europa
Selvom crack er efterspurgt på gadeplan i EU, afspejles dette ikke i de konfiskerede mængder, f.eks. i 2011 hvor under 0,2% af den totale beslaglagte
kokain var i form af crack.
Det europæiske overvågningscenter for narkotika og stofmisbrug (en) (EMCDDA) estimerer at 26% af kokainbrugere i behandling, er brugere af crack. EMCDDA udtrykker endvidere stor bekymring for denne gruppe af marginaliserede borgere, som udgør en betydelig samfundsopgave for sociale myndigheder, kriminalforsorgen og misbrugsbehandlingen.

### Danmark
Nyeste rapport (2014) fra Sundhedsstyrelsen omhandlende narkosituationen i Danmark beskriver unges syn på kokain som et stof der ikke har betydning for ens øvrige liv og tilmed nærmest kan være  præstationsfremmende. Desværre differentierer rapporten ikke mellem de forskellige indtagelsesformer af kokain, men udtrykker bekymring for unges omgang med kokain.
”Risikoforståelserne er væsentlige for de uerfarne unges villighed til at eksperimentere med stoffer, og kokainens ambivalente position betyder, at det må formodes at flere unge derfor kan være villige til at eksperimentere med kokain."
Indtil nu har estimeringen af crack-forbruget i Danmark været baseret på selvrapportering og observationer. Sådanne oplysninger er desværre ofte forbundet med stor usikkerhed og kan derfor ikke give et retvisende billede af den pågældende situation i Danmark.

## Laboratorieanalyse
Laboratorieanalyser kan skelne rygning af kokainbase (=crack) fra andre indtagelsesformer af kokain. Simulering af crackrygning i videnskabelige forsøg har påvist sammensætningen af forskellige kemiske stoffer der indåndes gennem crackpiben. 
Temperatur og flow i piben har stor indflydelse på mængden af fordampet kokain, der hurtigt når lungerne og udløser en intens eufori.

### Pyrolytiske biomarkører for rygning af crack
Stoffet Methylecgonidin (en) (MED) er et specifikt pyrolyseprodukt og en biomarkør, som dannes under eliminering af benzoesyre i gasfase, optages i blodet og kan måles i relativt høje koncentrationer i både blod og urin hos crackrygere.
MED er ikke stabilt i biologiske prøver, men nedbrydes både in vivo og in vitro (i basisk urin) til Ecgonidin (en) (ED)

### Laboratoriestudie udført i Danmark
I Danmark findes der, så vidt vides, ikke nogen publicerede undersøgelser af prævalensen for crack-rygning, ej heller i form af kvalitative undersøgelser. Man skønner, at knap 1% af den samlede voksne befolkning i EU mindst én gang har indtaget kokain. EMCDDA har estimeret, at ca. 23% af kokainbrugere i behandling er crack-rygere . Samtidig har EMCDDA udtrykt stor bekymring for netop denne gruppe af stærkt marginaliserede personer, som udgør en betydelig samfundsopgave for de sociale myndigheder, kriminalforsorgen og misbrugsbehandlingen.
I 2014 gennemførtes det første laboratoriestudie i Danmark af crack-kokain. Studiet inkluderede analyser af 110 urinprøver fra brugere af kokain, anonymt indsamlet fra misbrugslaboratorier ved Bispebjerg Hospital, Aarhus Universitetshospital (Skejby), Psykiatrisk Center Sct. Hans, Vestre Fængsel Hospital og Sygehus Vendsyssel. Resultaterne er publiceret i Journal of Analytical Toxicology .
Samlet viste undersøgelsen, at 76% af prøverne indeholdt ED og/eller MED, som er helt specifikke biomarkører for rygning af crack-kokain. Prævalensen for rygning var størst (92%) i urinprøver fra de danske fængsler. Nedbrydningsprodukter fra kokain kan påvises i dage efter indtagelse, og det kan derfor ikke fortælle noget om fordelingen af indtagelsesformer hos en enkelt person ud fra én prøve. Finder man ED og/eller MED i prøven, kan det tolkes som en sikker indikation for rygning af crack-kokain inden for de sidste 1-2 dage.
Undersøgelsen viser klart, at når brugen af kokain er blevet problematisk (og der har været behov for laboratorieanalyser), ses en markant høj prævalens for crack-rygning.
Det er også bemærkelsesværdigt, at undersøgelsen viser over tre gange højere estimat for crack-rygning end EMCDDA’s skøn over crack-rygere blandt kokain-brugere i behandling.